# Studia Historyczne
Studia Historyczne – czasopismo historyczne wydawane w Krakowie, kwartalnik, kontynuacja "Małopolskich Studiów Historycznych". Wydawcą jest Polska Akademia Nauk. Czasopismo zamieszcza publikacje recenzowane w języku polskim i angielskim.
Do roku 2011 redaktorem naczelnym była prof. Irena Paczyńska. W roku 2012 funkcję tę objął Jakub Basista. Od 2016 nr 3 czasopismo ukazuje się tylko w wersji elektronicznej.